# Dębrzyna (województwo zachodniopomorskie)
Dębrzyna – osada w Polsce, położona w województwie zachodniopomorskim, w powiecie szczecineckim, w gminie Szczecinek. Wchodzi w skład sołectwa Dalęcino.
W latach 1975–1998 osada administracyjnie należała do województwa koszalińskiego.